# Renault Espace
Renault Espace este o mașină cu 5 portiere produsă de Renault din 1984 timp de cinci generații. Este clasificat ca un monovolum mare în segmentul M.
Primele trei generații ale lui Espace au fost printre primele monovolume sau MPV-uri contemporane și au fost produse de Matra pentru Renault. A patra generație, tot un monovolum, a fost produsă de Renault. Generația a patra a fost o revoluție la acel moment, având 4 facelift uri din 2002 până în 2015, fiind cea mai longevivă generație din gama Renault. Renault Grand Espace este o versiune cu ampatament lung (LWB) cu spațiu crescut pentru picioarele din spate și dimensiunea portbagajului. A cincea generație este introdusă cu un stil crossover inspirat de SUV-uri, păstrând în același timp stilul caroseriei MPV orientat spre spațiu. Renault a descris a cincea generație Espace ca un „MPV în stil crossover”, care combină elemente de sedan, SUV și MPV, păstrând în același timp spațiul interior și caracterul practic al acestuia din urmă.
Numele „espace” înseamnă „spațiu” în franceză. În februarie 2012, Espace a fost retras în Regatul Unit, ca parte a unui plan de reducere a costurilor.
În 2023, Espace VI, devine un SUV cu 7 locuri asemanator cu Austral insa de dimensiuni mai mari.
În 2025, Espace VI, primește un facelift urgent din cauza vânzărilor scăzute din primii 2 ani a acestei generații.